# On Secret Service (film, 1912)

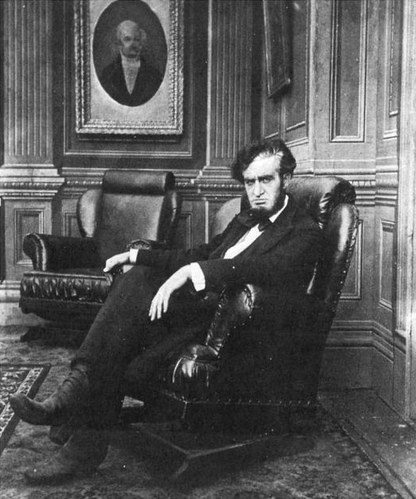
Francis Ford dans le rôle d'Abraham Lincoln.

On Secret Service est un film muet d'espionnage américain réalisé par Walter Edwards et sorti en 1912.

## Synopsis
Pendant la Guerre de Sécession, Fred Martin, un espion sudiste, doit accomplir une mission dans le Nord malgré des complications qu'il va rencontrer.

## Fiche technique
- Réalisation : Walter Edwards
- Scénario : Richard V. Spencer
- Date de sortie : États-Unis : 1er novembre 1912

## Distribution
- Robert Edeson : rôle inconnu
- Walter Edwards : rôle inconnu
- Frank Borzage : rôle inconnu
- Nick Cogley : rôle inconnu
- Francis Ford : Abraham Lincoln
- Ann Little : Anna